# 黄宗羲
黄 宗羲（こう そうぎ、万暦38年8月8日（1610年9月24日） - 康熙34年7月3日（1695年8月12日））は、中国明末清初の儒学者。字は「太沖」。号は「南雷」・「梨洲」。紹興府餘姚県の出身。明の滅亡に際して反清運動に参加するが後に故郷に隠棲して学術に没頭、陽明学右派の立場から実証的な思想を説き、考証学の祖と称された。

## 経歴
王陽明とは同郷にあたる。父の黄尊素は明末の東林党の指導者の一人として知られ、1626年（天啓6）に時の権力者で、東林党に対抗する閹党を従えていた魏忠賢の弾圧を受け獄死した。
黄宗羲は東林党の精神を引き継いだ政治結社復社に参加。1644年に李自成によって明が滅び、清が中国本土に侵入してくると郷里の子弟を組織して義勇軍を結成、清朝支配に抵抗した。彼は魯王朱以海の政権に協力し、1649年には長崎を訪れ日本の江戸幕府に反清の援軍を要請している（この時の一部始終は『日本乞師記』にまとめられている）。この時の要請は果たせず、結局反清復明の運動は絶たれてしまい、以後は故郷で著述に明け暮れる日々を送った。
清からは博学鴻詞科へ薦挙を受けたが彼はこれを固辞した。ただし、清の明史編纂事業にあたっては、自身の替わりに息子の黄百家と弟子の万斯同を赴かせている。これは明の国難に殉じた諸氏の歴史を後世に遺すという意図があったといわれる。後に大往生した。享年は85。

## その著書と思想
黄宗羲は一代の陽明学者である劉宗周に師事していた。自身は陽明学者であったが、明末の陽明学左派が陥った観念だけで事物を論じる空疎な学問には否定的であった。実証的な学問、すなわち実践を尊び事実に即した学問を説いた。その学問は単に歴史学に留まらず経学・地学・数学などの各分野にわたり考証学の中でも浙東学派の祖と称される。
代表的な著述をみていくと、例えば1663年に『明夷待訪録』を著している。東林党及び復社の影響を強く受けた政治思想の中から、政治・制度・経済・軍事・学問などあらゆる角度から理想の国家の在り方を説いた。彼は明や清にみられるような皇帝独裁の専制政治を批判し、『孟子』に基づくような皇帝と臣下、国家と人民の存在を論じた。
1676年には『明儒学案』を著した。明を代表する数多の学者の列伝・思想・批評を体系化したもので、中国において最初の体系的学術書と称される。さらに彼は明の前史である宋・元の思想史である『宋元学案』の著述に取り掛かるが完成を待たずに病没、門人の全祖望らが追補を行い、さらに道光年間に補遺が行われている。
この他、『明文海』『明史案』『大統暦推法』『歷學假如』『四明山志』など、彼の博学はその多数の著書にあらわれている。

## 後世への影響
彼の『明夷待訪録』は儒学の範疇で述べられた、現実の政治システムの改革案であり、専制政治を批判しても決してそれが君主制の全否定につながるわけではない。しかしながら当時としては革新的な思想、及び反清運動の前歴から、清の乾隆帝によって『明夷待訪録』などの著書が禁書となるなどの迫害を受けている。
清末になって、革命派の手により『明夷待訪録』は革命思想の宣伝や民主主義の経典として利用され、黄宗羲は「中国のルソー」と称されるようになる。その後も中華民国において、五・四運動などの学生運動でこの著書はよく引用された。